# Орта Сан Джулио
О̀рта Сан Джу̀лио (на италиански: Orta San Giulio, на местен диалект: Orta, Урта) е село и община в Северна Италия, провинция Новара, регион Пиемонт. Разположено е на 294 m надморска височина, на източния бряг на езеро Лаго д'Орта. Населението на общината е 1167 души (към 2010 г.).